# Transit de Phobos depuis Mars

Transit de Phobos devant le Soleil, photographié par le rover Opportunity le 10 mars 2004

Un transit de Phobos devant le Soleil se produit depuis Mars lorsque Phobos passe directement entre le Soleil et Mars, obscurcissant une partie du disque solaire du point de vue d'un observateur martien. Il s'agit donc d'une éclipse partielle de Soleil.

## Description

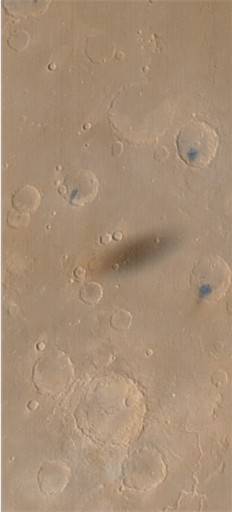
Ombre de Phobos à la surface de Mars, photographiée par Mars Global Surveyor

À la surface de Mars, le diamètre angulaire de Phobos, la plus grosse des deux lunes de Mars (d'un facteur 5 en masse et ~1,5 à 2 sur les dimensions par rapport à Déimos) et surtout la plus proche (d'un facteur 2,5), est d'environ 5 à 10 minutes d'arc (′) (le tiers de celui de la Lune vue de la Terre, mais ceci varie suivant l’azimut de Phobos, celui-ci orbitant très près de Mars) ; celui du Soleil d'à peu près 15′. Le diamètre angulaire de Phobos approchant la moitié de celui du Soleil, il lui est possible de produire des éclipses partielles.
L'orbite de Phobos est à la fois proche de Mars (demi-grand axe de 9 380 km, soit moins de 6 000 km au-dessus de la surface de la planète) et peu inclinée par rapport à son plan équatorial (1,075° d'inclinaison). En conséquence, si Phobos n'est visible qu'entre les latitudes 70,4° N et 70,4° S, il projette une ombre à la surface de Mars quasiment à chacune de ses orbites.
La latitude de l'ombre de Phobos à la surface de Mars varie cycliquement suivant les saisons. Au cours d'une année martienne, n'importe quel point géographique situé entre les latitudes 70,4° N et 70,4° S observe par deux fois une demi-douzaine de transits de Phobos pendant deux semaines. Cependant, à certains moments de l'année, l'ombre manque Mars et passe au Nord ou au Sud de la planète.
Phobos orbite plus vite qu'un jour martien (7 h 39 min contre 24 h 37 min). Un transit de Phobos n'est par conséquent visible depuis un point précis que pendant une trentaine de secondes.
Une particularité de Phobos dans le ciel martien est qu'il voyage en sens inverse des autres objets, y compris Déimos. C'est-à-dire que Phobos se lève à l'ouest et se couche à l'est. Ceci est lié à sa proximité (altitude inférieure à la moitié de l'altitude des orbites synchrones, équivalent martien de l'altitude « géostationnaire »), et cela se traduit aussi par sa période de rotation, très inférieure à la durée du jour martien (ou sol ; un facteur 0,31, soit deux passages par sol dans le ciel—2 = partie entière de (1/0,31-1) --).

## Observations

### Photographies
Le rover martien Opportunity a photographié des transits de Phobos les 7, 10 et 12 mars 2004. Dans les photographies ci-dessous, la première ligne correspond au temps terrien UTC et la seconde au temps solaire local martien.
|                   |                   |
| 02:46:23 08:16:41 | 02:46:33 08:16:51 |

|                   |                   |                   |
| 07:36:28 11:04:23 | 07:36:38 11:04:32 | 07:36:48 11:04:42 |

|                   |                   |                   |                   |
| 13:40:47 15:42:35 | 13:40:57 15:42:44 | 13:41:07 15:42:54 | 13:41:17 15:43:04 |

### Horaires
Note : les données de cette table ont été générées à partir de JPL Horizons. Il existe certaines différences entre les horaires ci-dessus et ceux mentionnés dans la série de photographies ci-dessus, peut-être dues à une imprécision des données de JPL Horizons ; JPL Horizons utilise par ailleurs le temps solaire local apparent, tandis que les photographies utilisent probablement le temps solaire moyen (les différences provenant alors de l'équation du temps martienne).
| Date         | Durée (temps terrien, UTC) | Durée (temps local) | Diamètre angulaire de Phobos | Diamètre angulaire du Soleil | Altitude du Soleil |
| ------------ | -------------------------- | ------------------- | ---------------------------- | ---------------------------- | ------------------ |
| 7 mars 2004  | 02:46:25 — 02:46:54        | 08:18:32 — 08:19:00 | 779,2"                       | 1 230,7"                     | 34,6°              |
| 8 mars 2004  | 01:39:58 — 01:40:31        | 06:35:36 — 06:36:08 | 665,0"                       | 1 229,8"                     | 8,9°               |
| 10 mars 2004 | 07:36:33 — 07:37:07        | 11:06:16 — 11:06:49 | 908,4"                       | 1 227,6"                     | 76,3°              |
| 11 mars 2004 | 14:47:15 — 14:47:53        | 17:27:19 — 17:27:56 | 669,4"                       | 1 226,3"                     | 8,0°               |
| 12 mars 2004 | 13:41:02 — 13:41:38        | 15:44:38 — 15:45:13 | 784,5"                       | 1 225,5"                     | 33,7°              |
| 13 mars 2004 | 12:30:00 — 12:30:28        | 13:57:16 — 13:57:42 | 880,4"                       | 1 224,6"                     | 60,4°              |

Les transits précédents s'étaient produits en avril-mai 2003, les transits suivants à la fin mars 2005.

### Ombre
Depuis une orbite martienne, l'ombre de Phobos (la pénombre, plutôt)[réf. nécessaire] peut être observée se déplaçant rapidement à la surface de la planète. Cette ombre fut photographiée en plusieurs occasions par Mars Global Surveyor et des sondes précédentes.